# Campagne-lès-Boulonnais

Campagne-lès-Boulonnais este o comună în departamentul Pas-de-Calais, Franța. În 1 ianuarie 2022 avea o populație de 675 de locuitori.